# TAME
TAME (Línea Aérea del Ecuador), (code AITA : EQ ; code OACI : TAE) était la compagnie aérienne nationale de l'Équateur. En 2006, elle assure des vols vers 14 destinations nationales et 4 internationales et transporte environ 3 000 passagers par jour. Le 19 mai 2020, le gouvernement équatorien annonce qu'elle va être mise en liquidation, mesure envisagée avant la crise liée au Covid-19, avec des pertes cumulées de plus de 400 millions de dollars sur cinq ans, mais précipitée par celle-ci. 

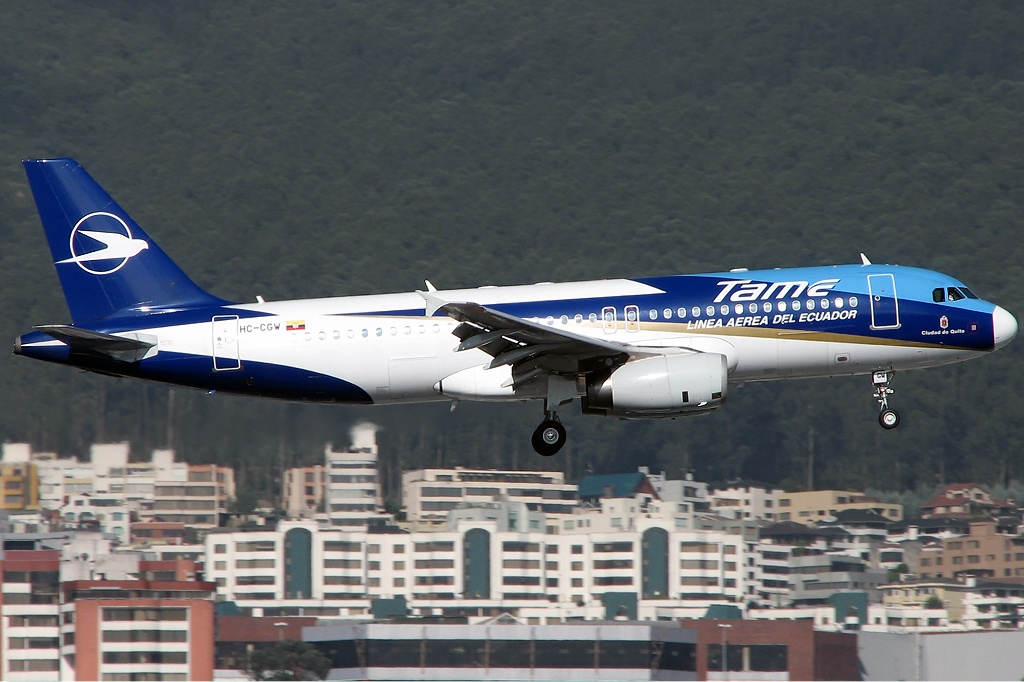
Airbus A320 de TAME à Quito, Équateur.

## Histoire
La compagnie a été créée le 17 décembre 1962 sous le nom de Transportes Aéreos Militares Ecuatorianos. C'est en 1992 qu'elle signa des accords pour relier par 4 vols par semaine la ville de Cali en Colombie avec les villes de Tulcán et Esmeraldas.

## Flotte

### Flotte actuelle
Jusqu'en mai 2020, la flotte de TAME était composée des appareils suivants :

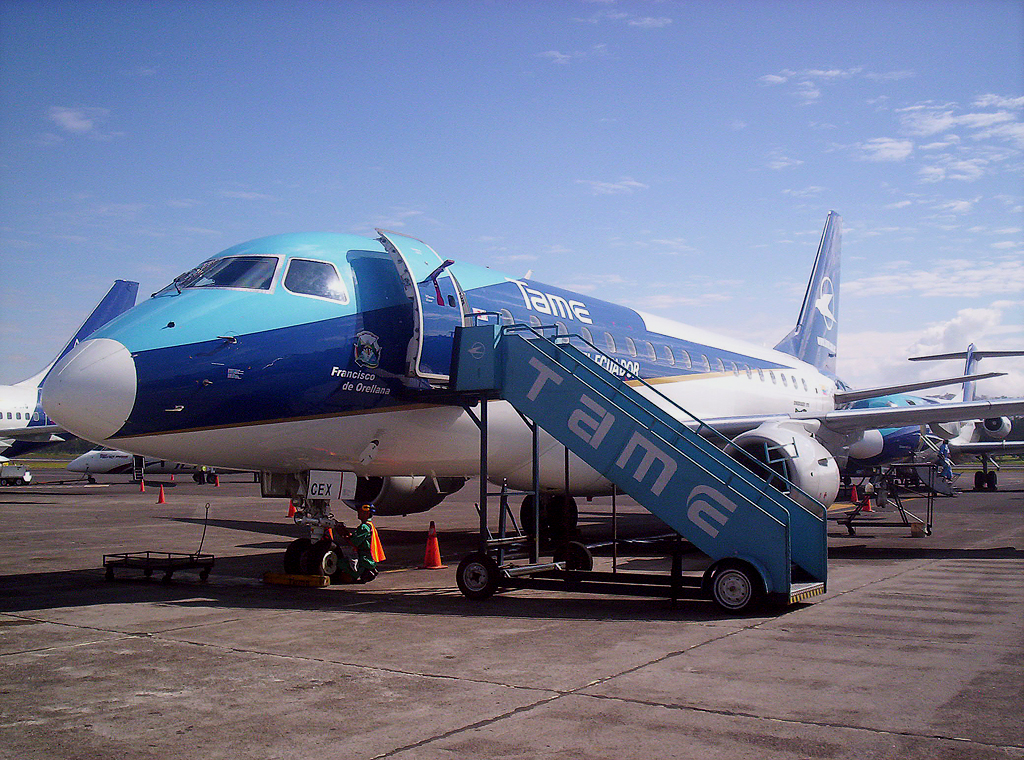
Un Embraer 170 de TAME.

### Flotte historique
Depuis sa fondation, la flotte de la compagnie aérienne s'est agrandie avec les appareils suivants, :

## Partenariats
Partage de codes avec :
- Taca,
- Iberia,
- Avianca,
- United Airlines.